# 中尾睦
中尾 睦（なかお むつみ、1962年12月8日 - ）は、日本の財務官僚。元福岡国税局長、元横浜税関長。森友学園をめぐる問題で、大阪府豊中市の国有地の売却交渉が行われたときと決裁文書の改ざんが行われたときに財務省理財局次長を務めた。

## 来歴
兵庫県神戸市出身。神戸大学附属明石中学校、灘高等学校卒業。1985年3月、東京大学法学部卒業。同年4月、大蔵省入省。国際金融局調査課に配属される。1990年7月 高松国税局八幡浜税務署長。
2001年 英国王立国際政治経済研究所研究官。2004年7月、三重県総務局長。2006年4月、三重県総務部長。
2013年6月28日、内閣官房内閣審議官（内閣官房副長官補付）兼内閣官房行政改革推進本部国家公務員制度改革事務局次長兼内閣府大臣官房行政改革関係組織検討準備室員に就任。2014年7月4日、福岡国税局長に就任。

### 森友学園問題
2015年7月7日、財務省理財局次長に就任。
2016年6月20日、財務省近畿財務局は、学校法人森友学園との間で豊中市の国有地についての売買契約を締結した。売却金額は非公開とされた。
2017年2月9日、朝日新聞が、払い下げの国有地に新設予定の安倍晋三記念小学校の名誉校長が安倍昭恵であること、森友学園側に契約違反があった場合、国が「1億3400万円」で買い戻す特約がついていたこと、森友学園の籠池泰典理事長が売却額が買い戻し特約と同額と認めたこと、売却額は同じ規模の近隣国有地の10分の1であること、籠池が日本会議大阪の役員を務めていることなどを報じた。
同年2月17日、安倍晋三首相は衆議院予算委員会で野党から追及を受けると「私や妻が関係していたということになれば、まさに私は、それはもう間違いなく総理大臣も国会議員もやめるということははっきりと申し上げておきたい」と答弁した。同年2月26日、財務省は、国有地売却の決裁文書から安倍昭恵、鴻池祥肇の秘書、平沼赳夫の秘書、北川イッセイの副大臣秘書官らに関する記述を「できる限り早急に」削除するよう、近畿財務局の職員7人にメールで指示。近畿財務局は同日から文書の改竄を開始した。安倍首相と籠池の関係を指し示す記述も改竄が行われ、「籠池康博氏は、『日本会議大阪代表・運営委員』を始めとする諸団体に関与」「日本会議と連携する組織として、超党派による『日本会議国会議員懇談会』が平成9年5月に設立され、現在、会長に平沼赳夫議員、副会長に安倍晋三総理らが就任」などの文言が削除された。
同年3月22日、豊中市議会議員の木村真、市民ら230人は、土地の売却を担当した財務省近畿財務局の職員を氏名不詳のまま背任容疑で大阪地検特別捜査部に告発した。
同年4月3日、佐川宣寿理財局長は、衆議院決算行政監視委員会で、「行政文書は紙もパソコン上のデータも同様に取り扱いにしている。データは短期間で自動的に消去され、復元できないようなシステムになっている」と答弁した。4月7日、中尾は衆議院内閣委員会で「自動消去という昨日は基本的にない。データを削除した場合は14日間は復元可能だが、それを超えると復元できない。通常の職員はそういうことはできない仕組みになっている」と述べ、佐川の答弁を事実上訂正した。
同年5月15日、市民団体「健全な法治国家のために声をあげる市民の会」（代表：八木啓代）は、財務省が森友学園との交渉記録を廃棄したとして、中尾、佐川宣寿、迫田英典、田中一穂、武内良樹、田村嘉啓、池田靖ら7人に対する公用文書等毀棄容疑での告発状を東京地方検察庁に提出した（東京地検はのちに被疑事件を大阪地方検察庁特別捜査部に移送した）。
同年7月7日、中尾は人事院に異動。事務総局審議官に就任した。
大阪地検特捜部は木村真らによる刑事告発を受理したものの、背任容疑の捜査に手間取っていた。そこで近畿財務局のコンピュータから押収したデータをもとに、先に公文書の変造容疑を固めることにした。同年夏から秋にかけてDF（デジタルフォレンジック）センター準備室がデータの復元および解析を行い、決済文書改ざんの痕跡を突き止めた。
2018年3月7日、近畿財務局の元上席財産管理官の赤木俊夫が自殺。同年5月31日、大阪地検特捜部は、中尾ら財務省幹部38人全員を不起訴処分とした。同年6月4日、財務省は「森友学園案件に係る決裁文書の改ざん等に関する調査報告書」を公表するとともに、退職者2人を含む幹部ら20人の処分を発表した。中尾は戒告の懲戒処分を受けた。同年6月13日、「健全な法治国家のために声をあげる市民の会」は不起訴処分を不服として、中尾ら被疑者24人について大阪検察審査会に申立てをした。
同年7月27日、財務省財務総合政策研究所副所長に就任。
2019年3月15日、大阪第一検察審査会は、不起訴処分とした38人のうち、有印公文書変造・同行使容疑などで中尾ら6人、背任容疑などで管財部次長の小西眞ら4人について「不起訴不当」と議決した。しかし同年8月9日、大阪地検特捜部は中尾ら10人を再び不起訴処分とした。この間、中尾は7月5日に横浜税関長に就任した。
2020年3月18日発売の『週刊文春』3月26日号が、総計15ページにわたる森友学園問題の特集記事を組み、赤木が死の直前に書いた手記全文を掲載した。手記の中で赤木は「元は、すべて、佐川理財局長の指示です」と記し、「刑事罰、懲戒処分を受けるべき者」として、中尾、佐川宣寿、中村稔、冨安泰一郎、田村嘉啓、理財局国有財産審理室課長補佐（当時）の6人を挙げた。
同年7月16日、内閣官房内閣審議官（内閣官房副長官補付）兼内閣官房TPP等政府対策本部国内調整統括官に就任。2021年7月、財務省大臣官房付、退官。同年11月1日、東京海上日動火災保険顧問に就任。

## 略歴
- 1985年4月 - 大蔵省入省
- 1988年7月 - 大臣官房調査企画課企画係長[45]
- 1990年7月 - 高松国税局八幡浜税務署長[8]
- 1991年7月 - 大臣官房文書課長補佐（審査・管理）兼大臣官房秘書課長補佐（調査）[46][8]
- 1993年 - 理財局総務課長補佐（総合資金、資金調整、調査）[8]
- 1994年7月 - 主計局総務課長補佐（企画）[8]
- 1995年 - 国土庁防災局地震担当大臣特命室
- 1997年7月 - 主計局主計官補佐（建設・公共事業第四係主査）
- 1998年 - 主税局税制第三課長補佐（総括・地方税）
- 2000年 - 主税局総務課税制企画室長兼主税局総務課長補佐（総括）
- 2001年1月6日 - 財務省主税局総務課税制企画室長兼主税局総務課長補佐（総括）
- 同年 - 英国王立国際政治経済研究所研究官
- 2003年7月 - 東京国税局査察部長
- 2004年7月 - 三重県総務局長
- 2006年4月 - 三重県総務部長[1]
- 2007年4月 - 主計局給与共済課長
- 2008年7月4日 - 主計局主計官（農林水産係担当）
- 2009年7月14日 - 理財局国有財産企画課長兼理財局国有財産調整課長兼理財局国債企画課
- 2009年8月8日 - 理財局国有財産企画課長兼理財局国債企画課兼理財局国有財産調整課
- 2011年7月12日 - 理財局財政投融資総括課長
- 2012年7月13日 - 大臣官房地方課長兼財務総合政策研究所次長
- 2013年6月28日 - 内閣官房内閣審議官（内閣官房副長官補付）兼内閣官房行政改革推進本部国家公務員制度改革事務局次長兼内閣府大臣官房行政改革関係組織検討準備室員
- 2014年7月4日 - 福岡国税局長
- 2015年7月7日 - 理財局次長（国有財産担当）
- 2017年7月7日 - 人事院事務総局審議官
- 2018年7月27日 - 財務総合政策研究所副所長[1]
- 2019年7月5日 - 横浜税関長[40]
- 2020年7月16日 - 内閣官房内閣審議官（内閣官房副長官補付）兼内閣官房TPP等政府対策本部国内調整統括官
- 2021年7月8日 - 財務省大臣官房付、退官
- 2021年11月1日 - 東京海上日動火災保険顧問[44]

## 大蔵省同期
大蔵省入省同期に、可部哲生、藤井健志、矢野康治、岡村健司、小部春美、中島淳一、森田宗男、中井徳太郎、岡本直之、野島透、岸本浩、川嶋真、田中秀明らがいる。

## 著書
- 『改正税法のすべて 平成13年版』大蔵財務協会 2001年